# Pico América
Der Pico América ist ein Berg der Millerand-Insel in der Marguerite Bay vor der Fallières-Küste des Grahamlands auf der Antarktischen Halbinsel.
Der Leiter der argentinischen General-San-Martín-Station benannte ihn 1978 zu Ehren des amerikanischen Doppelkontinents.